# 卡斯蒂列哈德古斯曼
卡斯蒂列哈德古斯曼，是西班牙安达卢西亚自治区塞维利亚省的一个市镇。 总面积2平方公里，总人口1870人（2001年），人口密度935人/平方公里。